# Le Soleil (film)
Pour les articles homonymes, voir Le Soleil.
Pour plus de détails, voir Fiche technique et Distribution.
Le Soleil (Solntse) est un film franco-russe réalisé par Alexandre Sokourov, sorti en 2005.

## Synopsis
En prélude à l'époque de l'occupation du Japon, le film raconte les derniers jours au pouvoir de l'empereur Hirohito à la fin de la Seconde Guerre mondiale, et notamment son renoncement à son essence divine. Le film s'ouvre sur la tenue d'un Gozen Kaigi dans le bunker du palais impérial, pendant lequel l'empereur prend la parole et donne son avis sur la capitulation sans conditions demandée par les Alliés.

## Sokourov et l'exactitude historique
Ayant, de son propre aveu, choisi de livrer plus une «impression personnelle» qu'un portrait historique fidèle, Sokourov s'inspire uniquement de certains aspects de la version livrée par Douglas MacArthur dans ses mémoires et escamote volontairement les éléments liés au Tribunal de Tokyo et à l'implication personnelle de l'empereur dans la conduite de la guerre par le biais du Quartier-général impérial. 
«Je ne suis pas intéressé par l'histoire ou la politique en place, confia-t-il au Festival de Berlin, je ne suis pas vraiment intéressé par les événements historiques ou par la période, je suis plus intéressé par l'humain...» 
Ce parti pris se révèle notamment lors de la présentation de la rencontre entre Hirohito et MacArthur où pas une parole du dialogue entre les deux hommes n'est conforme aux notes de l'interprète impérial Katsuzô Okumura, personnage escamoté par Sokourov. Alors que, selon ces notes, cette entrevue s'est déroulée de façon conviviale, le général faisant tout son possible pour mettre l'empereur à l'aise et louant son "auguste vertu" (miitsu) (John Dower, Embracing Defeat, 1999, p.293-297), Sokourov décrit au contraire une entrevue tendue où MacArthur affiche clairement son animosité et où Hirohito, perdant le fil de la conversation, se parle à lui-même. 
En conséquence, tous les éléments liés à la guerre et à la responsabilité personnelle de l'empereur dans les crimes de guerre japonais sont laissés de côté, le réalisateur préférant montrer le portrait d'un être éthéré et rêveur.

## Fiche technique
- Titre : Le Soleil
- Titre original : Solntse
- Réalisation : Alexandre Sokourov
- Scénario : Iouri Arabov
- Production : Igor Kalenov, Marco Müller, Andrei Sigle, Antoine de Clermont-Tonnerre, Aleksandr Rodnyansky et Andrei Zertsalov
- Musique : Andrei Sigle
- Photographie : Alexandre Sokourov
- Montage : Sergei Ivanov
- Décors : Yelena Zhukova
- Pays d'origine :  Russie,  France,  Italie,  Suisse
- Format : couleur - 1,85:1 - Dolby Digital - 35 mm
- Genre : drame
- Durée : 115 minutes
- Distributeur : K-Films Amérique (Québec)
- Dates de sortie : 17 février 2005 (festival de Berlin), 1er mars 2006 (France)

## Distribution
- Issei Ogata : Shôwa Tenno, empereur Hirohito
- Robert Dawson : le général Douglas MacArthur
- Kaori Momoi : l'Impératrice Kojun
- Shirô Sano : le chambellan
- Taijiro Tamura : le scientifique
- Georgi Pitskhelauri : l'adjudant de McArthur
- Toshiaki Nishizawa : Yonai, le ministre de la marine
- Naomasa Musaka : Anami, le ministre de la guerre
- Kojiro Kusanagi : Togo, le ministre des affaires étrangères
- Kojun Ito : Hironuma
- Tôru Shinagawa : Sakomizu
- Shinmei Tsuji : le vieux domestique

## Autour du film
- Le film fait suite à Moloch et Taurus (Telets), tous deux tournés respectivement en 1999 et 2001 par Alexandre Sokourov.
- Coproduction entre la Russie, la France, la Suisse et l'Italie, le film fut tourné en anglais et en japonais.
- Au Japon, quoique des acteurs aient fréquemment interprété Hirohito, certains cinéastes, tels que Nagisa Oshima, ont été menacés à plusieurs reprises pour avoir émis des critiques vis-à-vis de l'empereur. Par conséquent, Alexandre Sokourov décida de garder secret le nom de l'acteur qui interpréterait ce rôle.

## Distinctions
- Sélection officielle en compétition lors du Festival de Berlin, 2005.
- Abricot d'or du meilleur film, lors du Festival international du film d'Erevan, en 2005.